# Oorang Indians

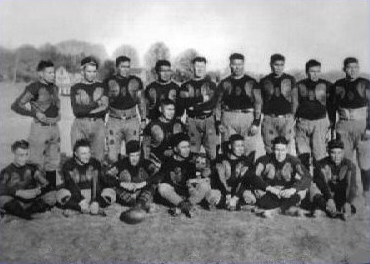
1922er Oorang Indians

Die Oorang Indians waren ein American-Football-Team in der National Football League (NFL) der Vereinigten Staaten. Das Team spielte in den Jahren 1922 und 1923 in der Liga und wurde von Jim Thorpe organisiert. Alle Spieler der Mannschaft waren Native American. Sitz des Teams war LaRue (Ohio).

## Geschichte
1921 lernten sich der in LaRue ansässige Airedale-Terrier-Züchter Walter Lingo und Jim Thorpe, Olympiasieger und Sportikone, kennen. Thorpe war 1920 Präsident der NFL, damals noch unter dem Namen American Professional Football Association. Lingo war neben seinem Beruf als Hundezüchter von der indianischen Kultur begeistert. Die beiden kamen überein, zum beiderseitigen Vorteil eine NFL-Franchise zu übernehmen. Jim Thorpe und andere Indianer sollten die Mannschaft bilden, während Lingo alles finanzierte. Im Gegenzug sollten das Team amerikaweit Werbung für die Airedale-Zucht machen und in der Betreuung der Zuchtanlage mithelfen. Im Übrigen war geplant, vorwiegend Auswärtsspiele auszutragen. Für 100 Dollar wurde das Franchise für die Saison 1922 erworben. LaRue war mit weniger als 1000 Einwohnern die kleinste Stadt, die jemals Sitz eines professionellen Sportteams in den Vereinigten Staaten war.
Thorpe stellte die Mannschaft zusammen, trainierte sie und war selber als Spieler aktiv. Ein wichtiger Punkt war, dass alle Spieler eine indianische Abstammung nachweisen konnten. Bei den Spielern griff Thorpe deshalb auch auf frühere Teamkollegen der Carlisle Indian School zurück. Viele der Spieler waren schon 40 Jahre und älter. Durch Walter Lingo wurden Ausstellungen und Vorführungen der Airedale-Terrier konzipiert, die vor dem Spiel und in der Halbzeitpause durchgeführt wurden. Dazu kamen noch verschiedene Vorführungen indianischer Gebräuche (Tanz, Messer-Werfen, Tomahawk-Werfen) in farbenreichen Kostümen.
Die Saison 1922 begann mit einer 0:36-Niederlage gegen die Dayton Triangles. Dem folgte das einzige NFL-Heimspiel des Teams gegen die Columbus Panhandles. Dieses wurde im Stadion Lincoln Park im benachbarten Marion ausgetragen. Das Spiel wurde mit 20:6 gewonnen. Die folgenden fünf Liga-Spiele wurden alle verloren. Mit 0:62 gegen die Akron Pros wurde ein neuer Negativ-Rekord des Teams aufgestellt. Mit Siegen gegen die Buffalo All-Americans und den Columbus Panhandles ging die Saison zu Ende. Neben den Spielen gegen NFL-Teams wurden noch vier Spiele gegen unabhängige Mannschaften ausgetragen, davon wurden zwei gewonnen und zwei verloren.
In der Saison 1923 wurden die ersten zehn Spiele gegen Liga-Mannschaften verloren. Erst das letzte Spiel gegen die Louisville Brecks konnte gewonnen werden. Daneben gelang ein Sieg gegen die nicht zur NFL gehörende Mannschaft des Marion Athletic Clubs.
Das Zuschauerinteresse in der zweiten Spielsaison ließ merklich nach. Die inzwischen bekannten Shows die spielerische Fähigkeiten der Mannschaft erwiesen sich nicht als Zugpferd. Die Verkaufserfolge für Walter Lingo gingen auch zurück, so dass er keine Notwendigkeit für einen Weiterbetrieb sah und am Ende der Saison den Spielbetrieb einstellte.
Die meisten Spieler gingen zurück in die Reservate. Einige wenige Spieler spielten jedoch noch ein paar Jahre weiter für andere NFL-Teams. Walter Lingo betrieb bis zu seinem Tod 1969 die Airdale-Zucht. 1997 wurde in LaRue ein Historical Marker für die Oorang Indians errichtet.

## Uniform
Das Team spielte in braunen Jerseys mit orangen Feldern und orangen Ziffern.

## Statistik
| Saison | Siege | Niederlagen | Unentschieden | Punkte erzielt | Punkte zugelassen | Platzierung  | Head Coach |
| ------ | ----- | ----------- | ------------- | -------------- | ----------------- | ------------ | ---------- |
| 1922   | 3     | 6           | 0             | 69             | 190               | 11. (von 18) | Jim Thorpe |
| 1923   | 1     | 10          | 0             | 50             | 257               | 18. (von 20) | Jim Thorpe |

## Mitglieder in der Pro Football Hall of Fame
| Oorang Indians Hall of Famers | Oorang Indians Hall of Famers | Oorang Indians Hall of Famers | Oorang Indians Hall of Famers |
| Name                          | Position                      | Spielzeit                     | Aufnahme in die HOF           |
| ----------------------------- | ----------------------------- | ----------------------------- | ----------------------------- |
| Joe Guyon                     | Halfback                      | 1922–1923                     | 1966                          |
| Jim Thorpe                    | Back, Headcoach               | 1922–1923                     | 1963                          |

## Namhafte Spieler
- Joe Little Twig, Lineman, spielte von 1922 bis 1923 für die Oorang Indians